# 로벨리아

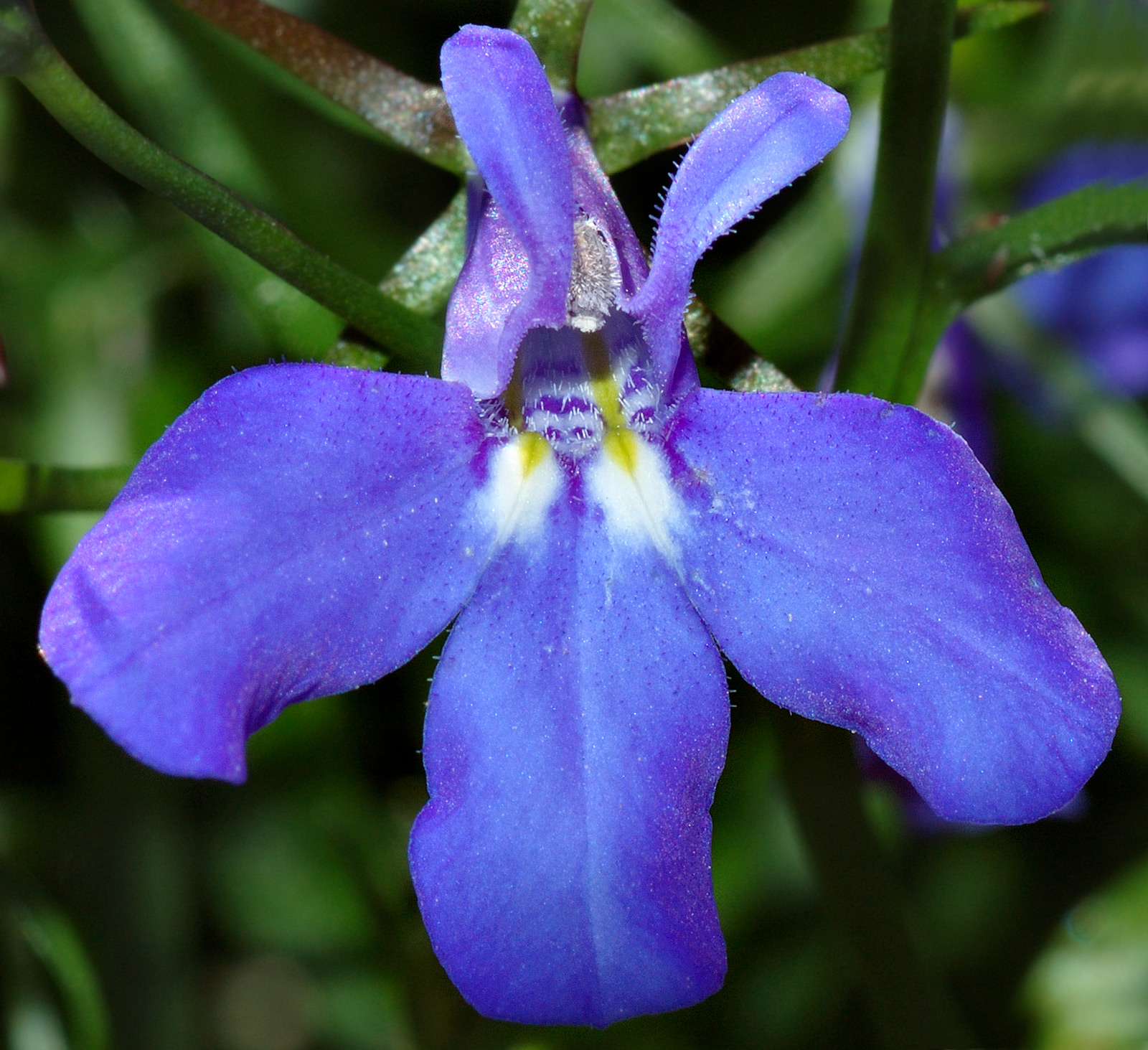
로벨리아

로벨리아(Lobelia erinus)는 내한성식물로서 아프리카 원산이며 숫잔대속의 한해살이풀이다. 높이는 15-20cm이고 잎은 어긋나며 잎자루가 없고 도란형 또는 주걱 모양이다. 색깔은 녹색과 자색 2종류가 있다. 꽃은 총상꽃차례로서 4-6월에 피는데 가느다란 많은 꽃줄기 끝에 나비 모양의 작은꽃이 많이 달린다. 대표적인 꽃색깔은 짙은 청색으로 품종에 따라 흰색·복숭아색·엷은 분홍색 등 색깔이 다양하다. 화관은 5개로 갈라지는데 윗입술꽃잎은 2개로서 피침형이고, 아랫입술꽃잎은 3개이며 수직으로 달린다. 열매가 익으면 작은 구멍으로부터 나오는데, 씨는 9-10월에 받아서 얼지 않을 정도로 보관한다. 전초(全草)에는 알칼로이드의 로벨린을 함유하고 있어 백일해·천식·만성 기관지염 등의 약재로 쓰인다. 번식은 보통 실생으로 하며, 9월 중순경에 씨를 뿌린다. 가을에 씨를 뿌리면 4월에, 3월에 씨를 뿌리면 6-7월에 꽃이 핀다.

## 참고 문헌
- 이 문서에는 다음커뮤니케이션(현 카카오)에서 GFDL 또는 CC-SA 라이선스로 배포한 글로벌 세계대백과사전의 "로벨리아" 항목을 기초로 작성된 글이 포함되어 있습니다.